# Tmesisternus flavolineatus
Tmesisternus flavolineatus är en skalbaggsart som beskrevs av Stefan von Breuning 1939. Tmesisternus flavolineatus ingår i släktet Tmesisternus och familjen långhorningar. Inga underarter finns listade i Catalogue of Life.